# Enfer (ruisseau)
Pour les articles homonymes, voir Enfer (homonymie).
L'Enfer est un ruisseau français qui coule dans le département de la Haute-Loire, en région Rhônes-Alpes-Auvergne. C'est un affluent de l'Arzon en rive droite, donc un sous-affluent de la Loire.

## Géographie
L'Enfer naît dans les bois au Nord du hameau de Champvert, près du lieu-dit Les Driots, sur le territoire de la commune de Saint-Geneys-près-Saint-Paulien, à 945 mètres d'altitude environ. C'est dans cette zone que naît aussi le Tizou, la Sugère et le Ramey.
Il fait office de limite entre la commune de Bellevue-la-Montagne et Vorey.
De 3,33 km de long, il prend une orientation générale en direction du Nord-Est, vers la vallée de l'Arzon, où il conflue en rive droite à 625 m d'altitude environ.
L'Enfer est traversé par un seul pont (en pierre), où passe la D21 près du hameau de Vachéresson.

## Histoire

### La carte de Cassini
L'Enfer apparaît sur la carte de Cassini, sans être nommé et avec un seul petit affluent. Le vallon était peu boisé par rapport à aujourd'hui si l'on en croit la carte, où quelques forêts étaient présentes entre Vacheresson et Eyravas, et vers le hameau de Jabrel, autrefois écrit Jabril. L'Enfer passait aussi en contrebas du village de Tissania, aujourd'hui écrit Issamas.

### Passé minier, la mine des Driots

#### Exploitation (1956 - 1963)

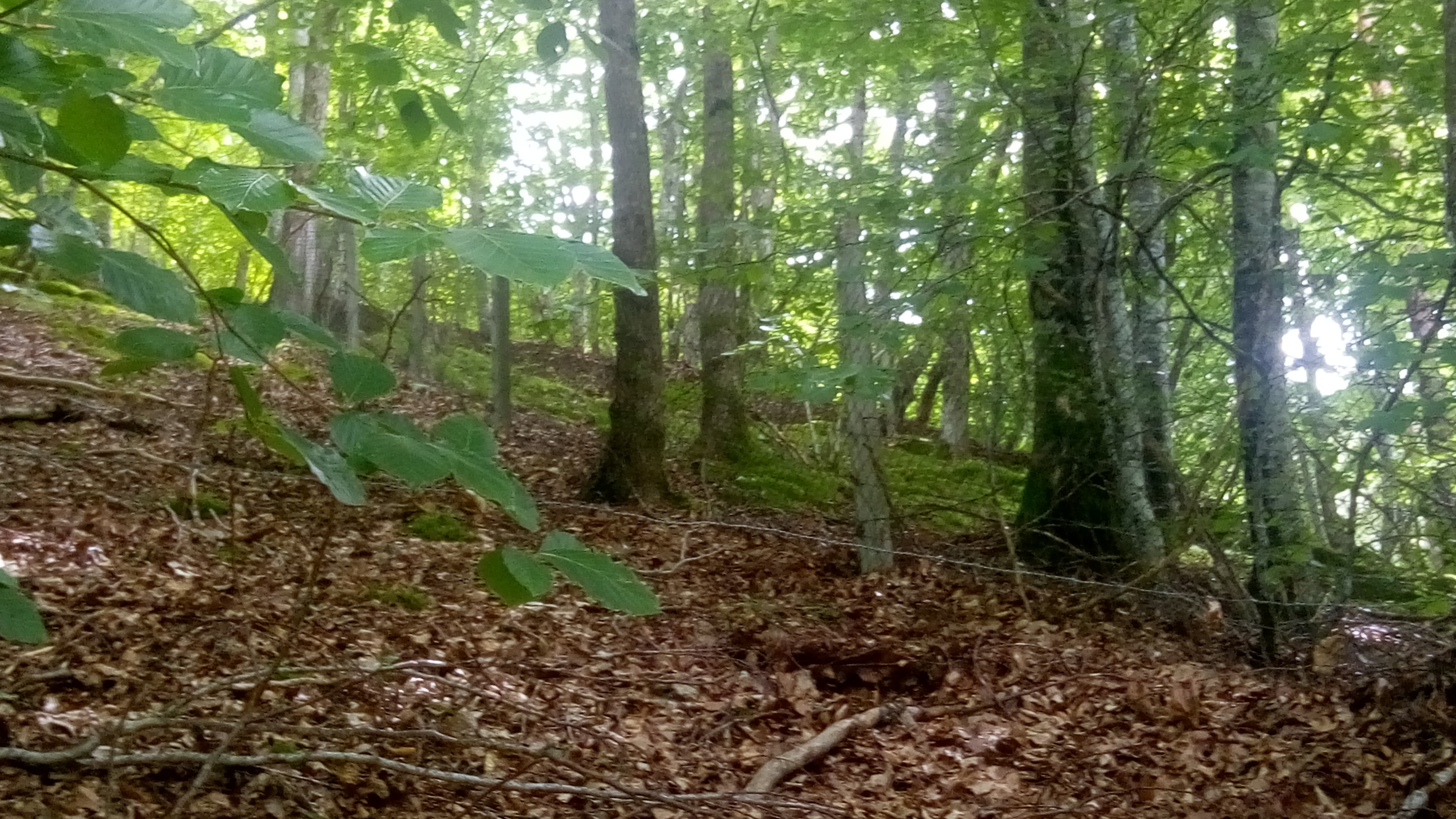
Grillages et barbelés autour de la mine des Driots au niveau du TB700.

- En 1956 et 1957, en contrebas du lieu-dit Les Driots, des études géologiques ont été réalisées. Elles ont conduit à l'ouverture de la mine uranifère des Driots, exploitée par la société RESS, dans laquelle étaient extraits des minerais radioactifs des roches granitiques (servant pour l'industrie nucléaire française). Le site d'une superficie de 1ha 70a (17 000 m²) est composé d'une mine à ciel ouvert (de 15 m de largeur, 20 m de longueur et 5 m de profondeur), de 1500 m de galeries souterraines (3 travers-bancs à flanc de coteau) ainsi que d'une verse à stériles[6]. Un concasseur et des trémies étaient aussi présents sur le site afin de préparer les minerais avant l'expédition à l'usine SIMO de Bessines-sur-Gartempe. La mine ferma en 1961 par l'arrêté préfectoral du 05/09/1961 et fut revendu au CEA en 1962 (propriétaire actuel du site). Au total, ce sont environ 25000 tonnes de minerai qui ont été extraites du site, pour une production de 39 tonnes d'uranium (soit une teneur moyenne en uranium de 1,59‰). Cela fait de la mine des Driots de Vorey l'une des plus importantes de Haute-Loire avec la mine des Prades de La Chaise-Dieu.
- Des essais d'explosifs chimiques ont ensuite été organisés dans les galeries par la Direction des Applications Militaires du CEA de 1962 à 1963, année durant laquelle la mine ferma définitivement[7].

#### Gestion post-exploitation (1963 - aujourd'hui)
- De 1963 à 1968 la Direction des Productions du CEA réalisa plusieurs aménagements pour sécuriser le site : fermeture du travers-banc le plus proche du ruisseau (TB700) et de l'entrée principale de la mine en 1963 ; pose de clôtures, création de maçonneries condamnant l'entrée des galeries (1967-1968).
- A partir de 1976, la surveillance du site est confiée à la société COGEMA. Dans une lettre de 1982, le CEA demanda d'entreprendre des aménagements pour mettre en sécurité le site des Driots. Ceci fut fait en plusieurs étapes : remise en état des lieux avec mise en place de clôtures avec panneaux indicatifs et levé topographique des 6 zones clôturées (1982) ; rebouchage du trou d'aération (1983) ; réfection des grillages de protection autour des diverses entrées des galeries (1990).
- AREVA NC récupèra le suivi et la gestion du site en 2004. A cette date, et ce jusqu'en 2010, de nouveau aménagements ont été réalisés pour le compte du CEA avec la création d'une piste d'environ 4 m de largeur et 1200 m de longueur permettant de sécuriser les 6 zones concernées par les travaux :

1. Zone A (TB 700) : démolition des ouvrages en béton, enfouissement des gravats, couverture de l'emplacement sur lequel étaient installées les anciennes trémies à minerai avec des produits pris à proximité et enfouissement de rails et divers tuyaux.
2. Zone B (TB 753) : déboisage de l'ensemble de la zone et démolition de divers ouvrages de maçonnerie (escalier, dalle en béton, maçonnerie en pierre) ; comblement de l’effondrement au niveau de l'entrée de la galerie et dépose de rails encore en place en sortie de galerie et le long de la verse ; couverture totale (30 à 40 cm d'épaisseur) de la plateforme et d'une partie de la verse représentant une surface de 1500 m² avec des produits pris à proximité.
3. Zone C (TB 807) : comblement et reprofilage de l'entrée de la galerie.
4. Zone D (dépilages) : comblement de deux affaissements, reprofilage et mise en place d'une clôture.
5. Zone E (MCO et montage Mter3) : remblayage de l'ancienne mine à ciel ouvert et reprofilage du terrain.
6. Zone F (dépilages) : comblement d'un ancien montage effondré, reprofilage et remise en état d'une clôture.

- En 2008 un ancien montage (M5) a été rebouché suite à un affaissement en zone D.
- En 2010, AREVA a réalisé plusieurs aménagements : dans la zone F, un affaissement à l'aplomb des anciens travaux au TB 807 a été comblé ; dans la zone D un effondrement situé à l'aplomb du montage M5 est comblé et remblayé par 350 m³ de produits pris à proximité ; démolition d'un vestige en béton (ancien local de pompage des eaux) situé en bordure du ruisseau de l'Enfer ; un défrichage de toutes les pistes d’accès a été réalisé.

- Lors de l'arrêté préfectoral n°2020-25 du 12/02/2020, un SIS (Secteur d’Information sur les Sols) a été créé[8].

### Conséquences actuelles
Aujourd'hui recouvert d'un forêt, le site appartient à Orano mining (ex-AREVA) et suscite le débat. En cause, une probable pollution radioactive du ruisseau de l'Enfer via un écoulement d'eau repéré au niveau du travers-banc le plus bas (TB700) malgré plusieurs aménagements réalisés. Selon des associations écologistes, l'Enfer ainsi que l'Arzon seraient contaminés. 
Du côté des relevés d'Areva et du DREAL Auvergne, la teneur des eaux et des sédiments en uranium 238 et en radium 226 de l'Enfer et de l'Arzon (en amont et en aval de la mine) serait normale par rapport au milieu naturel. Cependant leur rapport admet que dans l'écoulement d'eau du TB700, la concentration de ces deux éléments est anormalement plus élevée : uranium 238 soluble (21 μg/l soit 0,26 Bq/l) ; radium 226 soluble (0,29 Bq/l). Les sédiments prélevés à cet endroit montrent également un fort déséquilibre en uranium 238 (7110 Bq/kg de matière sèche, soit 6 à 40 fois supérieur à la normale) par rapport au Ra226 et Pb210 (autour de 670 Bq/kg m.s.)
Le rapport d'AREVA mentionne aussi un autre type de risque, celui des affaissements et des effondrements dus aux nombreuses galeries et aux nombreux montages qui ont déstabilisés le terrain. Lors de diverses visites de sécurité, plusieurs affaissements ont été constatés, notamment autour des montages. Le rapport admet que le risque d’effondrement classique ne peut être exclu,.

## Communes et cantons traversés
Dans le seul département de la Haute-Loire, l'Enfer traverse trois communes. Dans le sens amont vers aval :
- Saint-Geneys-Près-Saint-Paulien (source)
- Bellevue-la-Montagne
- Vorey (confluence).

Soit en termes de cantons, l'Enfer prend source dans le canton de Saint-Paulien, et conflue dans le canton d'Emblavez-et-Meygal, le tout dans le Pays du Velay.

## Affluents
L'Enfer possède quatre affluents et deux sous-affluents (tous sans noms) référencés :
- ? (en rive gauche) : 2,37 km. À lui seul ce ruisseau possède deux affluents (donc les deux sous-affluents de l'Enfer) de 1 km de long chacun[13].
- ? (en rive droite) : 0,76 km
- ? (en rive gauche) : 0,75 km
- ? (en rive gauche) : 0,71 km

## Écologie
Le ruisseau de l'Enfer est intégré au site Natura 2000 FR8301080 - GORGES DE L'ARZON et est protégé plus largement par la ZNIEFF 830007985 - Gorges de l'Arzon.
Probable pollution radioactive (voir rubrique Histoire).